# 科迪·貝林傑
科迪·詹姆士·貝林傑（英語：Cody James Bellinger，1995年7月13日—）是美國職業棒球大聯盟的一壘手和外野手，目前效力於紐約洋基，他先前曾效力於道奇隊和小熊隊。

## 早年
貝林傑在2007年世界少棒大賽代表錢德勒參賽，并在钱德勒汉密尔顿中学打高中棒球。2013年他獲選羅林斯比賽全美第二隊。主要是因为他的打击能力而着称。貝林傑也曾在高中投過球，並在全國錦標賽中主投四場比賽，並製造10次三振出局。

## 職業生涯

### 小聯盟

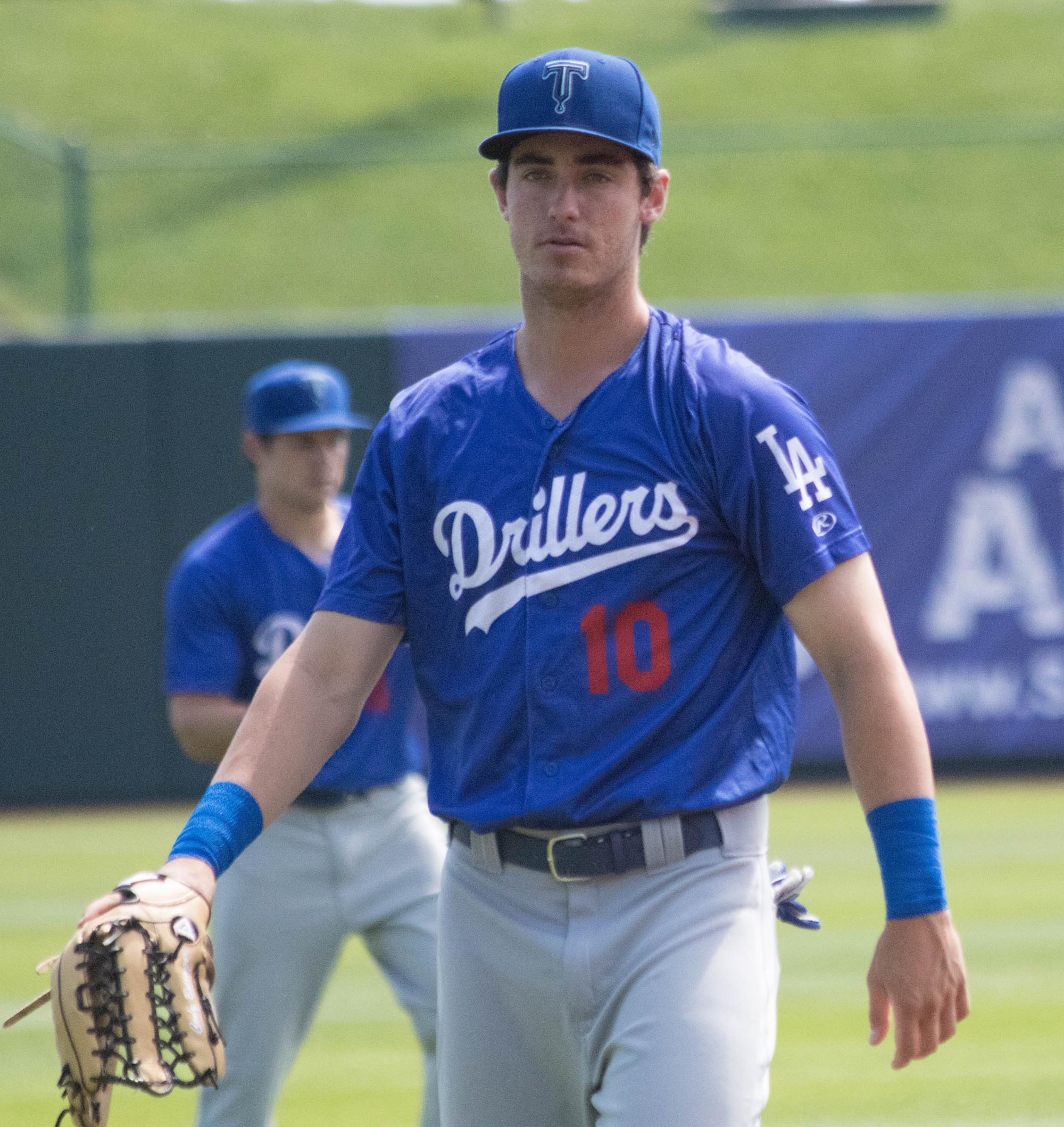
貝林傑在道奇2A土桑鑽油人隊時期

貝林傑在2013年美國職業棒球大聯盟選秀第四輪中被洛杉磯道奇隊選中，並於2013年6月13日與他們簽訂了70萬美元的簽約獎金，道奇隊並口頭承諾可讓貝林傑在俄勒岡大學打大學棒球。他在亞利桑那聯盟道奇隊首次出場，195打席打擊率.210，在他的第一個職業賽季中他陷入了低潮，在47場比賽中被三振了46次，儘管如此球探們還是認為他有很大的潛力和力量。
2014年，他升到先鋒聯盟的奧格登暴龍隊，儘管在夏天早些時候受到了肩傷，他還是表現了亮眼的成績在暴龍隊的46場比賽中打擊率為.328，他在2015年加入了倫秋庫卡蒙佳地震隊，併入選了賽季中期加州聯盟全明星隊，以及季後全明星隊。在128場比賽中，他擊出了30發本壘打打擊率達到.264（在聯盟中並列第二），並打出了103分打點（在聯賽中排名第一）。他在2016年獲得了道奇隊春訓的非名冊邀請，2016年貝林傑被分配到道奇2A土桑鑽油人隊開始2016賽季，在土桑鑽油人隊的114場比賽中，他以23發全壘打（聯盟第三），59次保送（聯盟第三）和65次打點（聯賽第九）打擊率.263，他的傑出表現升到了3A俄克拉荷馬城道奇隊，他在11場比賽中有6支安打（打擊率為.545）和3發全壘打，貝林格在賽季結束後被分配到亞利桑那秋季聯賽的格倫代爾沙漠犬隊，並參加了秋季明星賽。
貝林傑在奧克拉荷馬市開始了2017賽季，並於2017年4月25日第一次被球隊叫入了大聯盟。

### 洛杉磯道奇
2017年

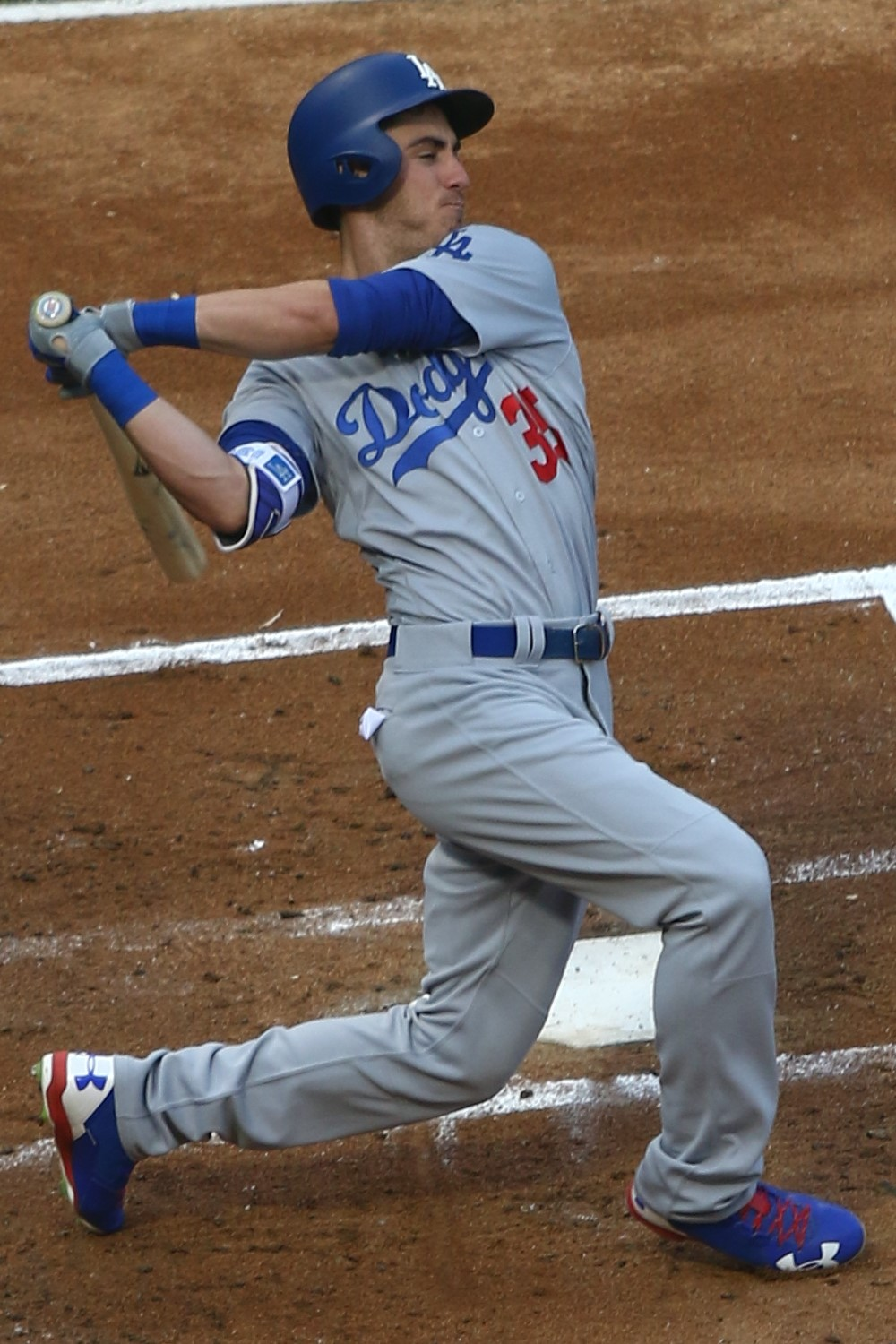
貝林傑2017年

貝林傑在2017年4月25日的大聯盟首場比賽對陣舊金山巨人隊，3打數1安打，1次四壞保送。他是歷史上第三位道奇隊員首場比賽獲得四壞保送（前兩位為Chico Fernández與Dick Nen）。第九局面對巨人隊投手尼爾・拉米瑞茲擊出了大聯盟的首安，貝林傑於4月29日在面對費城費城人隊的投手札克·艾弗林擊出了他大聯盟的第一支全壘打，之後再面對費城人隊投手赫克托·奈瑞斯擊出了第二支全壘打。他是道奇隊史前五場先發就擊出雙響砲的第三位選手，他在5月6日面對圣迭戈教士隊的投手米格爾·迪亞斯，擊出了生涯新高的單場5分打點，他是第一個在前11場比賽中打出5發全壘打的道奇隊球員。貝林傑在5月的第一周被選為大聯盟本週最佳球員，總計貝林傑在5月擊出了九發全壘打，是道奇隊史新人單月擊出最多全壘打的第三人，他被選為大聯盟的5月最佳新秀。
貝林傑在6月11日對陣辛辛那提紅人隊時擊出2發全壘打，然後在道奇隊的下一場比賽 - 6月13日對克里夫蘭印地安人隊再度擊出雙響砲，成為第一個連兩場比賽擊出2發全壘打的道奇隊球員。貝林傑在過去三場比賽擊出了5發全壘打也是繼2004年艾德里安·贝尔垂以來連續場次擊出全壘打的道奇球員。他在前45場比賽擊出4發雙響砲的成績，則是超越了1978年Bob Horner在前63場比賽擊出4發雙響砲的紀錄。他在6月19日對陣紐約大都會隊的比賽中再次打出了2發全壘打，在前51場比賽擊出了21發全壘打，追平了1930年華利·伯格和2016年蓋瑞·桑契斯生涯最少場次達成20轟紀錄，並刷新最少場次21轟紀錄，6月20日，貝林傑成為MLB歷史上第一位在10場比賽中擊出10發全壘打的新秀。貝林傑在6月25日與科羅拉多洛磯隊時，擊出了他的第6發雙響砲，超越了麥克·皮耶薩成為道奇隊史新秀擊出最多雙響砲的選手，在那一周他再度獲選了本週棒球大聯盟最佳球員獎，之後貝林傑入選了2017年美國職棒大聯盟全明星賽，他還參加了美國職棒大聯盟全壘打大賽，在第二輪時輸給了之後的冠軍亞倫·賈吉，7月15日，對上邁阿密馬林魚隊的比賽時達成生涯第一次完全打擊，9月2日他擊出了本賽季的第35發全壘打，追平了麥克·皮耶薩所創下的道奇新秀最多全壘打紀錄。他在第二天打破了記錄。9月16日，貝林傑擊出第38發全壘打時，追平了華利·伯格和法蘭克·羅賓森所保持的國聯新秀最多轟。在9月22日對舊金山巨人隊時擊出第39發全壘打，創下國聯新秀最多轟紀錄。
在他的大聯盟第一個賽季，貝林傑出場132場比賽，打擊率為.267、全壘打39發、打點97分。他被選為體育新聞國聯年度最佳新秀。他在季后賽中出場15場比賽，打擊率為.219，三發全壘打和9分打點。他還在64次打數中被三振了29次。2017年世界大賽第五戰時，貝林傑擊出了三分全壘打，一度讓道奇隊取得領先，季後賽包含世界大賽更吞下29次三振，打破同年季後賽洋基「法官」亞倫·賈吉保持的單一季後賽最多三振紀錄（27次），其中世界大賽更吞了17次三振，賽季結束後，貝林傑和亞倫·賈吉全票通過獲選為新人王。

## 獎項和榮譽
- 亞利桑那秋季聯盟 秋季明星賽入選 (2016)[18]
- 加州聯盟 季中全明星（2015）[11]
- 加州聯盟 季後全明星（2015）[12]
- 洛杉磯體育委員會年度運動員(2017)[47]
- 美國職棒大聯盟全明星賽（2017，2019）[35]
- 本週棒球大聯盟最佳球員獎 3回（2017年5月1日至7日，2017年6月19日至25日，2019年4月1日至7日）[27][34][48]
- 本月聯盟最佳新秀 2回（2017年5月，2017年6月）[29][49]
- 美國職棒大聯盟年度最佳新人獎(2017)[46]
- 球員選擇獎最佳新秀 (2017)[50]
- 體育新聞年度最佳新秀獎 (2017)[43]
- 托普斯全明星新秀陣容 (2017)[51]
- 國聯冠軍賽MVP(2018)
- 美國職棒大聯盟最有價值球員獎(2019)
- 美國職棒大聯盟金手套獎(2019)
- 美國職棒大聯盟銀棒獎(2019)
- MLB最佳陣容(2019)

## 生涯成績

### 打擊
| 年度 | 球隊 | 出賽  | 打數  | 打點 | 得分 | 安打 | 二壘打 | 三壘打 | 全壘打 | 壘打數 | 四死 | 三振 | 盜壘 | 上壘率 | 長打率 | 打擊率 | OPS   |
| 2017 | 道奇 | 132   | 480   | 97   | 87   | 128  | 26     | 4      | 39     | 279    | 64   | 146  | 10   | .352   | .581   | .267   | .933  |
| 2018 | 道奇 | 162   | 557   | 76   | 84   | 145  | 28     | 7      | 25     | 262    | 69   | 151  | 14   | .343   | .470   | .260   | .814  |
| 2019 | 道奇 | 156   | 558   | 115  | 121  | 170  | 34     | 3      | 47     | 351    | 95   | 108  | 15   | .406   | .629   | .305   | 1.035 |
| 2020 | 道奇 | 56    | 213   | 30   | 33   | 51   | 10     | 0      | 12     | 97     | 30   | 42   | 6    | .333   | .455   | .239   | .789  |
| 2021 | 道奇 | 95    | 315   | 36   | 39   | 52   | 9      | 2      | 10     | 95     | 31   | 94   | 3    | .240   | .302   | .165   | .542  |
| 2022 | 道奇 | 144   | 504   | 68   | 70   | 106  | 27     | 3      | 19     | 196    | 38   | 150  | 14   | .265   | .389   | .210   | .654  |
| 2023 | 小熊 | 130   | 499   | 97   | 95   | 153  | 29     | 1      | 26     | 262    | 40   | 87   | 20   | .356   | .525   | .307   | .881  |
| 2024 | 小熊 | 130   | 516   | 78   | 72   | 137  | 23     | 3      | 18     | 220    | 45   | 89   | 9    | .325   | .426   | .266   | .751  |
| 道奇 | 6年  | 745   | 2,627 | 422  | 434  | 652  | 134    | 19     | 152    | 1,280  | 327  | 691  | 62   | .332   | .487   | .248   | .819  |
| 小熊 | 2年  | 260   | 1,015 | 175  | 167  | 290  | 52     | 4      | 44     | 482    | 85   | 176  | 29   | .340   | .475   | .286   | .815  |
| 生涯 | 8年  | 1,005 | 3,642 | 597  | 601  | 942  | 186    | 23     | 196    | 1,762  | 412  | 867  | 91   | .334   | .484   | .259   | .818  |
- 各年度的粗字為聯盟最高

## 個人生活
貝林傑的家族擁有法國，德國和希臘的血統，貝林傑的父親克萊·貝林傑曾在大聯盟為紐約洋基和洛杉磯天使隊效力，是一位多守位球員。他們是洋基隊隊史第四對父子球員。他的弟弟科爾·貝林傑在2016年和2017年的州冠軍賽中是漢密爾頓高中（亞利桑那州錢德勒）的勝利投手，並在2017年美國職棒大聯盟選秀第15輪由圣迭戈教士隊選中。

## 外部連結
- 球員資訊和成績在MLB ，ESPN ，Retrosheet ，Baseball Reference ，Baseball Reference (Minors) ，Fangraphs ，The Baseball Cube （英文）
- Cody Bellinger的X（前Twitter）
- Cody Bellinger的Instagram帳戶